# Экваториальная Гвинея на летних Олимпийских играх 2008
Экваториальная Гвинея принимала участие в Летних Олимпийских играх 2008 года в Пекине (Китай) в шестой за свою историю, но не завоевала ни одной медали. Сборную страны представляла одна женщина и двое мужчин в лёгкой атлетике и дзюдо.